# Klaus Weiss
Pour les articles homonymes, voir Weiss.
Klaus Weiss (né le 17 février 1942 à Gevelsberg et mort le 10 décembre 2008 à Pfaffenhofen an der Ilm) est un batteur de jazz allemand. 

## Biographie
Dans les années 1960, il joue dans le Klaus Doldinger Quartett et se développe aux côtés de Ralf Hübner et Joe Nay pour devenir l'un des plus importants batteurs allemands de jazz moderne. En 1967, il devient batteur de l'orchestre d'Erwin Lehn ; Il est impliqué dans de nombreux projets de big band et dirige également dirigé ses propres big bands. Entre 1971 et 1973, il soutient également le projet de groupe fusion Niagara. Ces dernières années, il apparaît principalement avec son quintet et son trio. De plus, il peut être entendu sur les albums de Attila Zoller, George Gruntz, Dusko Goykovich, Mal Waldron, Fritz Pauer, Friedrich Gulda, Hampton Hawes, Eugen Cicero et Ingfried Hoffmann . 
En tant que modèle, il cite Sid Catlett, Klook, Kenny Clarke, Art Blakey, Buddy Rich et Philly Joe Jones. Certains connaisseurs pensent que son jeu est influencé par Shelly Manne. Johnny Griffin l'a qualifié de "l'un des rares batteurs européens avec ce sentiment américain distinctif. " 
Weiss a notamment joué avec les musiciens suivants: Benny Bailey, Cecil Bridgewater, Don Byas, Philip Catherine, Eddie Lockjaw Davis, Jerry Dodgion, Kenny Drew, Booker Ervin, Wilton Gaynair, Herb Geller, Johnny Griffin, Slide Hampton, Billy Harper, Clifford Jordan, Herbie Mann, Howard McGhee, Don Menza, Tete Montoliu, George Mraz, Sal Nistico, Walter Norris, Horace Parlan, Bud Powell, Jerome Richardson, Tony Scott, Rene Thomas, Peter Trunk et Leo Wright . 
Weiss est en tournée au Japon en 2008 (avec Robert Lakatos et Thomas Stabenow). Il est mort d'une crise cardiaque. 

## Discographie
- Das Klaus Weiss Trio: Greensleeves, (Philips / Universal) 1966
- Klaus Weiss Orchestra: I Just Want To Celebrate, (BASF) 1971
- Klaus Weiss Quartet: „Mythologie“ – Live at ´Domicile´ Munich, (BASF) 1971
- Klaus Weiss Orchestra: Live at the Domicile, (BASF / ATM) 1972
- Klaus Weiss Ensemble: Drum Box, (MPS Records / BASF) 1974
- Klaus Weiss Sounds & Percussion, (Conroy) 1975
- Klaus Weiss: The Git Go, (MPS / BASF) 1975
- Klaus Weiss Quintet: „Child’s Prayer“, (MRC/EMI) 1978
- Klaus Weiss Rhythm & Sounds Time Signals, (Selected Sound) 1978
- Klaus Weiss Rhythm & Sounds Sound Inventions, (Selected Sound) 1979
- Klaus Weiss Sound Music Album 18, (Golden Ring) 1979
- Klaus Weiss Sound Music Album 26, (Golden Ring) 1979
- Klaus Weiss Quintet: On Tour, (Calig) 1979
- Klaus Weiss Quintet: Density, (EMI Elektrola) 1980
- Klaus Weiss Open Space Motion, (Coloursound Library) 1981
- Klaus Weiss Sport Sequences Vol. 1, (SONOTON) 1982
- Klaus Weiss Sport Sequences Vol. 2, (SONOTON) 1982
- Klaus Weiss Quintet: Salt Peanuts, (Bell Records) 1982
- Klaus Weiss Big Band: Lightnin, (Jeton / Bell Records) 1984
- Klaus Weiss Quintett: featuring Clifford Jordan, (JHM Records / Atelier Sawano) 1987
- Klaus Weiss Quintet: A Taste Of Jazz, (ATM Records / Performance) 1988
- Klaus Weiss Trio: L.A.Calling, (Bellaphon / Performance) 1991
- A Message from Santa Claus mit NDR Bigband, Till Brönner, Annette Lowman (minor music) 1995
- Klaus Weiss Sextet: All Night Through, (ATM Records) 1996

Sunbirds
- Sunbirds: Sunbirds (BASF / Garden of Delights) 1971
- Sunbirds: Zagara (Finger Records) 1972

### Autres enregistrements (sélection)
- Klaus Doldinger Jazz Made in Germany (1963)
- Klaus Doldinger Live at Blue Note Berlin (1963)
- Ingfried Hoffmann: Ingfried Hoffmann’s Hammond Tales, 1963
- Attila Zoller: Heinrich Heine: Jazz und Lyrik, 1964
- George Gruntz: Jazz Goes Baroque, 1964
- Hampton Hawes: Hampton Hawes Trio, 1967
- Friedrich Gulda: As You Like It, 1970
- Friedrich Gulda: Fata Morgana, 1971
- Friedrich Gulda: The Long Road To Freedom, (MPS / BASF) 1971
- Tom Spencer (Klaus Weiss/Christian Schulze) – Moogie Boogie/Ghostrider, (Sonopresse) 1973
- Eugen Cicero – Eugen Cicero’s Chopin Festival – „Mr. Golden Hands“ Vol.2, (Intercord) 1973
- Margot Werner: Und für jeden kommt der Tag (Polydor) 1974
- Volker Kriegel: Biton Grooves (1974, ed. 2019)
- The Tremble Kids – 25 Jahre Live (2-LP) (Intercord), 1977
- Munich Big Band – Intersong (Intersong Musikverlag), 1978
- Thomas Stabenow: Chutney, (Eigenverlag) 1984
- Joerg Reiter Trio: Simple Mood, (Atelier Sawano) 1985
- Klaus Weiss & Fritz Pauer – Video Sound Vol. 1, (KLAWEI-Musikverlag) 1986
- Francis Coppieters Selection – Colours in Jazz (Intersound) Recorded March 1986 at Cornet Studio, Cologne
- Saxophone Connection, (L+R Records) 1991
- Rob van Bavel, Thomas Stabenow, Klaus Weiss Bouncin´& Swingin´, 1993
- The Midnight Five – Groovy Sounds, (Herkules) 1994
- Tizian Jost Trio: Our Reflections, (Atelier Sawano) 2003
- Jack van Poll + Thomas Stabenow + Klaus Weiss: In Munich, (Atelier Sawano) 2005
- Tizian Jost Trio Plays Jobim, (Atelier Sawano) 2006
- Jack van Poll Trio: Blues and Ballads, (Atelier Sawano) 2007
- Robert Lakatos Trio: You and the Night and the Music, (Atelier Sawano) 2007
- Tizian Jost Trio: The Night Has a Thousand Eyes, (Atelier Sawano) 2008
- Nikoletta Szőke: A Song for You, (Atelier Sawano) 2008